# Zekai Apaydın
Pour les articles homonymes, voir Apaydın.
Aziz Zekai Apaydın (prononcé [zekaj ɑpɑy'dɯn] né 1877,, 1878 ou 1884 dans le vilayet de Bosnie, mort le 29 avril 1947) ou Zekai Bey est un homme politique ottoman puis turc.
Il occupe dans les années 1920 et 1930 de nombreuses fonctions politiques.